# Oyneg Shabbos

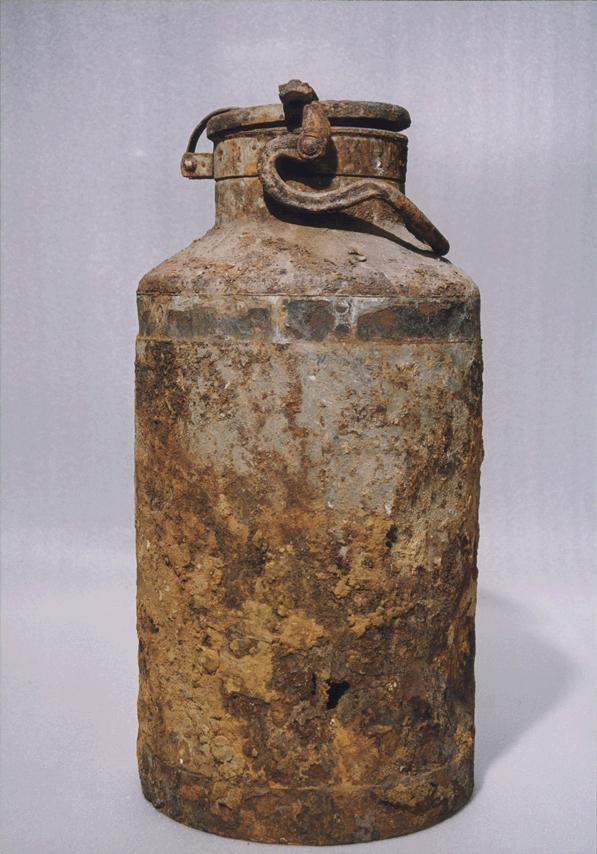
Un des bidons de lait utilisés pour cacher les documents d'archive du groupe Oyneg Shabbos.

Oyneg Shabbos  (yiddish : עונג שבת - français : Joie du Shabbat) ou Oneg Shabbat, est le nom de code d'un groupe d'archivistes dirigé par l'historien juif Emanuel Ringelblum dans le ghetto de Varsovie avant sa liquidation.

## Histoire du groupe
Emanuel Ringelblum, travailleur social et historien reconnu, est parqué avec sa famille dans le ghetto de Varsovie dès sa constitution. Témoin au premier plan des exactions nazies et ignorant encore le destin des Juifs, il rassemble en septembre 1939 un groupe comprenant des historiens, des écrivains, des rabbins, des travailleurs sociaux ainsi que des gens ordinaires afin d'amasser des pièces à charge pour le témoignage qu'ils comptent porter après la guerre. Le nom de groupe est choisi en référence à la prescription biblique du délice du chabbat car le groupe se rencontre chaque samedi pour discuter du progrès des collectes et recherches. Les premiers membres sont entre autres le rabbin Shimon Huberband, Hirsch Wasser, un réfugié de Łódź et Menachem Kon. Après la constitution du ghetto durant l'automne 1940, l'organisation s'agrandit de douzaines de volontaires. Un certain nombre avait été des collaborateurs du YIVO : Rachel Auerbach et Abraham Lewin par exemple. La plupart avaient une formation universitaire et avaient déjà publié avant la guerre. On trouve aussi de nombreux journalistes comme  Peretz Opoczynski.
Les membres d’Oneg Shabbat travaillent en équipe, regroupant des documents et sollicitant les témoignages et des rapports de douzaines de volontaires de tout âge. Le matériel recueilli se compose d'essais, de journaux intimes, de dessins, d'affiches murales et tout autre matériel décrivant la vie dans le ghetto. L'Oneg Shabbat collecte aussi journaux intimes et création artistique des intellectuels du ghetto. Il conserve ainsi les poèmes pleins d’espoir et les pièces de théâtre écrits dans le ghetto par Ytshak Katzenelson, un essai de Jonas Turkow sur le théâtre dans le ghetto, les tableaux peints par Gela Seksztajn.
Le 19 janvier 1942, Jacob Grojanowski détenu au camp d'extermination de Chelmno réussit à s'évader et à rejoindre le ghetto de Varsovie, où il donne des informations détaillées sur le camp au groupe Oneg Shabbat. Son rapport, connu sous le nom de rapport Grojanowski (en), est transmis hors du ghetto par le canal de résistants polonais et est envoyé à Londres où il est publié en juin[Quand ?].
Les membres de l'Oneg Shabbat ne ménagent pas leurs efforts pour que leur travail reste secret.  Emanuel Ringelblum est obsédé par la sécurité et demande aux membres du groupe de prendre le moins de risques possible. Les 17 et 18 avril 1942, les Allemands exécutent tous ceux qui sont soupçonnés de participer à la presse clandestine. Après ces assassinats, Emanuel Ringelblum annonce la suspension des activités de l'Oneg Shabbat. Mais les activités continuent dans le plus grand secret avec un nombre plus restreint de collaborateurs. 
L'accélération de la cadence des déportations et la nature du camp d'extermination de Treblinka, destination des convois, étant connue, les membres de l'Oneg Shabbat qui le peuvent continuent à se réunir et décident de se concentrer plus particulièrement sur les documents concernant le processus de déportation. Ils recueillent ainsi les témoignages des premiers Juifs qui ont pu s'échapper de Treblinka et sont revenus dans le ghetto prévenir la population. Ne sachant pas si un des membres de l'Oneg Shabbat survivra à l'occupation allemande, il écrit un essai sur le travail de l'organisation qui rejoint les archives constituées.  
Il devient évident que les Juifs de Varsovie ne survivront probablement pas à la guerre. Ringelblum décide alors de cacher les archives dans trois bidons de lait et dix boîtes métalliques et d'enterrer le tout dans les caves de trois maisons différentes du ghetto. Le travail de collecte s'achève en janvier 1943.
En septembre 1946, les dix boîtes métalliques contenant des milliers de documents sont découvertes dans les ruines de Varsovie. Deux des bidons de lait sont déterrés en décembre 1950 dans la cave d'une maison en ruine au 68 rue Nowolipki. Quant à la troisième cache, elle n'a toujours pas été découverte, et des rumeurs font état qu'elle se trouverait sous l'actuelle ambassade de Chine à Varsovie. Cependant, des recherches sur place effectuées en 2005 n'ont pas permis de localiser les documents manquants.

### Filmographie
- Who Will Write Our History ? film documentaire américano-polonais, 92 minutes, 2018, Réalisation Roberta Grossman